# Jon Joseba Troitiño
Jon Joseba Troitiño Ciria, también conocido por el sobrenombre de Fredo (San Sebastián, 2 de enero de 1980), es un terrorista español, miembro de la banda Euskadi Ta Askatasuna (ETA), condenado a 268 años de prisión por colocar dos bombas en sendos hoteles de Alicante y Benidorm en 2003. Es hijo de Domingo Troitiño y sobrino de Antonio Troitiño, ambos miembros de ETA.

## Biografía
Natural del barrio easonense de Inchaurrondo, nació en 1980 el seno de una familia de terroristas de la banda Euskadi Ta Askatasuna (ETA): su padre, Domingo, conformaría a partir de 1986 el comando Barcelona, con el que perpetró, entre otros, el atentado de Hipercor; su tío, Antonio, miembro del comando Madrid, fue autor de varios asesinatos y participó en el atentado de la plaza de la República Dominicana en 1986, donde murieron doce agentes de la Guardia Civil.
El 22 de julio de 2003, Jon Joseba, que en la banda usaba el seudónimo de Fredo, fue el responsable de colocar sendas bombas en los hoteles Residencia Bahía de Alicante y Nadal de Benidorm. Aunque las bombas se detonaron antes de lo que se había indicado, ambos pudieron desalojarse a tiempo y no hubo muertos, aunque sí catorce heridos. La policía identificó también a Asier Eceiza Ayerra como colaborador de Troitiño en el atentado, pero no pudo detener a ninguno de los dos.
Troitiño seguiría escalando en la estructura de la banda terrorista, hasta ser considerado pieza importante del aparato militar y mano derecha del entonces jefe militar, Garikoitz Aspiazu Rubina, alias Txeroki. Sin embargo, la policía francesa lo detuvo el 30 de julio de 2005. En 2011, la Audiencia Nacional lo condenó a 268 años de prisión y a abonar indemnizaciones económicas a los heridos en los atentados, al Ayuntamiento de Benidorm, al Ministerio del Interior y a otras instituciones.
Cumplió prisión en el centro penitenciario de Murcia II durante años, hasta que en marzo de 2021 el Ministerio del Interior anunció que lo acercaría a Logroño. Meses después, en diciembre de ese mismo año, lo volvió a acercar, ya a una cárcel del País Vasco.